# 唐房站
唐房站是位于吉林省永吉县唐房村的一个铁路车站，邮政编码132206。车站建于1927年，有长图铁路经过该站，现仅办理货运业务，不办理客运业务，车站及其上下行区间均未电气化。车站距离长春站143公里，隶属沈阳铁路局，是四等站。